# Stärker als die Zeit
Stärker als die Zeit ist das 36. Studioalbum des deutschen Rocksängers Udo Lindenberg und das zweite Studioalbum Lindenbergs, das sich auf dem ersten Platz der deutschen Albumcharts für Musikalben platzieren konnte und nach MTV Unplugged – Live aus dem Hotel Atlantic das dritte Album auf Platz 1 für den Sänger. Es erschien am 29. April 2016, rund zwei Wochen vor seinem 70. Geburtstag über Warner Music Germany.

## Entstehung
Spiegel Online beschrieb die Arbeit am neuen Album als eine der schwierigsten in Lindenbergs Karriere, Udo Lindenberg habe niemals „so akribisch und lange an einem neuen Album gearbeitet wie jetzt.“ Das Album entstand in Kooperation mit einigen Gasttextern, die auch schon auf früheren Alben zu hören waren sowie einige Überraschungen. Darunter Popliterat und bekennender Lindenberg-Fan Benjamin von Stuckrad-Barre und der Hip-Hop-Musiker Sera Finale (vom Comedy-Duo Keule). Zu den eher bekannten Textern gehören Simon Triebel (Juli), Alexander Zuckowski, Justin Balk, Sebastian Wehlings und Tobias Kuhn. Produziert wurde das Album von Andreas Herbig, Henrik Menzel und Peter Seifert, die sich auch am Songwriting beteiligten und bereits den Vorgänger Stark wie zwei produziert hatten. Aufgenommen wurde das Album in verschiedenen Studios, unter anderem in London, Los Angeles, New York und Berlin und unter Mitwirkung zahlreicher Musiker.
Die aufwändigste Aufnahme kommt dem Titelstück zugute. Beim Lied Stärker als die Zeit verwendete Lindenberg als musikalische Grundlage das Thema des Films Der Pate. Die Erben des Komponisten gaben ihm die Freigabe für das populäre Filmthema. Die textliche Überarbeitung erfolgte mit Beatrice Reszat. Die Aufnahme selbst fand in den bekannten Abbey Road Studios statt, zusammen mit einem 60-köpfigen Orchester. Mit Mein Body und Ich befindet sich ein Remake eines Liedes des Albums Panikpräsident (2003) mit neu geschriebener Musik und überarbeiteten Gesang auf Stärker als die Zeit.
Das Album wurde am 24. Februar 2016 angekündigt. Bereits am 26. Februar 2016 erschien die erste Singleauskopplung Durch die schweren Zeiten. Beim zugehörigen Musikvideo führte Kim Frank (früherer Sänger von Echt) Regie.

## Musikstil und Texte
Im Gegensatz zum vorherigen Album Stark wie zwei verzichtet Udo Lindenberg auf dem Album auf Gastauftritte anderer Künstler. Stattdessen konzentriert sich Lindenberg auf seine Stärken: deutscher Poprock mit einigen Anleihen an den Hardrock. Die Texte sind im typischen Udo-Lindenberg-Stil gehalten. Neben den langsamen Balladen, die von der Liebe handeln, thematisieren viele der Texte Udo Lindenberg selbst und legen den Fokus auf seine schwierige Phase in den späten 1990ern und frühen 2000ern, in denen er vor allem durch seine Alkoholexzesse auffiel und seine musikalische Karriere stagnierte. Viele Texte behandeln letzte Dinge, unter anderem der musikalische Nachruf Wenn die Nachtigall schweigt. Weitere Texte üben Systemkritik oder präsentieren die für Udo Lindenberg typischen Stereotypen.

## Titelliste
| Nummer | Titel                         | Text                                                                               | Musik                                                             | Zeit | Anmerkungen                                              |
| ------ | ----------------------------- | ---------------------------------------------------------------------------------- | ----------------------------------------------------------------- | ---- | -------------------------------------------------------- |
| 1.     | Durch die schweren Zeiten     | Udo Lindenberg, Simon Triebel, Ali Zuckowski                                       | Simon Triebel, Ali Zuckowski                                      | 3:54 |                                                          |
| 2.     | Plan B                        | Udo Lindenberg, Sera Finale, Sonja „Schwessi“ Schwabe, Sandi Strmljan, Justin Balk | Sandi Strmljan, Justin Balk                                       | 3:46 |                                                          |
| 3.     | Einer muss den Job ja machen  | Udo Lindenberg, Sera Finale, Benjamin von Stuckrad-Barre                           | Andreas Herbig, Henrik Menzel, Peter „Jem“ Seifert                | 4:41 |                                                          |
| 4.     | Eldorado                      | Udo Lindenberg, Daniel Flamm, Sera Finale, Benjamin von Stuckrad-Barre             | Martin Tingvall, Robin Grubert, Daniel Flamm, Udo Lindenberg      | 4:20 |                                                          |
| 5.     | Göttin sei Dank               | Udo Lindenberg, Frank Gerber, Beatrice Reszat                                      | Henrik Menzel, Peter „Jem“ Seifert, Andreas Herbig, Jörg Sander   | 4:00 |                                                          |
| 6.     | Der einsamste Moment          | Udo Lindenberg, Sera Finale                                                        | Pascal Kravetz                                                    | 3:34 |                                                          |
| 7.     | Blaues Auge                   | Sebastian Wehlings, Tobias Kuhn                                                    | Sebastian Wehlings, Tobias Kuhn                                   | 3:59 |                                                          |
| 8.     | Mein Body und ich             | Udo Lindenberg, Fabian Harloff                                                     | Jean-Jacques Kravetz                                              | 3:59 | Neuaufnahme eines Titels vom Album Panikpräsident (2003) |
| 9.     | Wenn du gehst                 | Udo Lindenberg, Simon Triebel                                                      | Martin Tingvall                                                   | 4:01 |                                                          |
| 10.    | Coole Socke                   | Udo Lindenberg, Frank Gerber, Sera Finale, Sandi Strmljan, Justin Balk             | Sandi Strmljan, Justin Balk                                       | 4:51 |                                                          |
| 11.    | Muss da durch                 | Udo Lindenberg, Beatrice Reszat, Sera Finale                                       | Udo Lindenberg, Martin Tingvall, Vince Bahrdt, Henning Gehrke     | 4:51 |                                                          |
| 12.    | Wenn die Nachtigall verstummt | Udo Lindenberg, Sandi Strmljan, Justin Balk                                        | Sandi Strmljan, Justin Balk                                       | 3:51 |                                                          |
| 13.    | Kosmosliebe                   | Udo Lindenberg, Sonja „Schwessi“ Schwabe, Doris Decker                             | Ulrich Röser, Doris Decker                                        | 4:51 |                                                          |
| 14.    | Dr. Feeel Good                | Udo Lindenberg, Ole Feddersen, Doris Decker                                        | Ole Feddersen, Andreas Herbig, Henrik Menzel, Peter „Jem“ Seifert | 4:11 |                                                          |
| 15.    | Stärker als die Zeit          | Udo Lindenberg, Beatrice Reszat (Deutsche Textversion)                             | Nino Rota                                                         | 4:07 | Originaltext von Lawrence Kusik: Speak Softly, Love      |

## Singleauskopplungen
| Jahr | Titel                        | Höchstplatzierung, Gesamtwochen, AuszeichnungChartsChartplatzierungen (Jahr, Titel, , Platzierungen, Wochen, Auszeichnungen, Anmerkungen) | Anmerkungen                            |
| Jahr | Titel                        | DE | Anmerkungen                            |
| --- | ---------------------------- | --- | -------------------------------------- |
| 2016 | Durch die schweren Zeiten    | DE26 (13 Wo.)DE | Erstveröffentlichung: 26. Februar 2016 |
| 2016 | Wenn du gehst                | — | Erstveröffentlichung: 21. Oktober 2016 |
| 2017 | Einer muss den Job ja machen | — | Erstveröffentlichung: 7. April 2017    |
| Folgende Lieder erschienen nicht als Single, wurden aber durch das Album zum Download und Streaming bereitgestellt und konnten somit eine Platzierung erlangen: |                              | |                                        |
| |                              | |                                        |
| 2016 | Stärker als die Zeit         | DE90 (1 Wo.)DE | Charteinstieg: 6. Mai 2016             |

## Rezeption

### Rezensionen
Arne Willander vom Rolling Stone vergab 3,5 Sterne (von 5) und resümierte:

„Vielleicht sind es ein paar letzte Worte zu viel auf diesem Album – der Himmel kracht ein, die Sonne hört auf zu scheinen, sie verschwindet mit einem kleinen Koffer in der Hand in der Nebelwand, und alles ist so was von groß. ‚Stärker als die Zeit‘ ist Udos ‚Casablanca‘, sein ‚Ewige Jugend‘. Er singt gravitätische Balladen und Songs mittleren Tempos, das Piano schmalzt gemütvoll, die Gitarren zerren getragen, alles ist Rückschau, Bilanz und Wehmut, man hat jede Melodie irgendwo schon gehört.“

Torsten Groß lobte das Album auf Spiegel Online:

„Das liegt auch an der herausragenden Produktion von ‚Stärker als die Zeit‘: Sehr analog, mit sehr viel Wärme und Tiefe, werden die Songs als im besten Sinne zeitlos inszeniert. Passend zu Lindenbergs Stimme, die fast so warm und mitreißend wirkt, wie ganz am Anfang seiner Karriere. (…) Das Land hat inzwischen verstanden, dass es einen wie Udo Lindenberg kein zweites Mal geben wird – und man ihn besser feiert, solange er noch da ist.“

Kritisch äußerte sich dagegen Jens-Christian Rabe in der Süddeutschen Zeitung über das Album. Insbesondere stört ihn die Musik, die matt und seicht klingen würde.

„Wenn man das Album allerdings ungetauft hört, fällt einem unglücklicherweise eher sofort die unfassbare Seichtigkeit der Musik auf. Die spektakuläre Einfallslosigkeit, die einem da zwischen die Ohren gelegt wird. Das soll Rockmusik sein? Vom sagenhaften Panikorchester? Nee, nee. Wenn’s gut läuft, ist das eine zeitlos dünne Top-40-Soße. Von vergreisten deutschen Studiofacharbeitern mit zu vielen Silberschmuck-Totenköpfen an den Fingern im Stil einer ZZ-Top-Coverband auf Autopilot unerträglich routiniert zusammengedudelt. Hart an der Grenze zum – ja, was eigentlich? – Nichts?“

Ähnlich argumentiert Ulf Kubanke auf Laut.de, der das Album aber durchaus auch lobt:

„Die Methode des Komponisten-Outsourcings wirkte bereits auf ‚Stark Wie Zwei‘ etwas irritierend. (…) Manchmal glückt das Konzept der vielen Köche. Mitunter jedoch zündet das Gebräu nicht recht. Heraus kommt ein durchweg sympathisches, in Teilen gutes, aber nicht durchgehend meisterhaftes Werk.(…) Leider sind nicht alle Momente musikalisch so stark wie etwa auch die intensiven ‚Eldorado‘ (mit Intimus Stuckrad-Barre als Mitautor) oder ‚Der Einsamste Moment‘. Das liegt nicht am Vortrag des hanseatischsten aller Westfalen, sondern an der oft langweilenden Belanglosigkeit der Produktion bei den schnelleren Stücken.“

### Chartplatzierungen
Das Album erreichte wie sein Vorgänger Platz eins der offiziellen deutschen Albumcharts. Darüber hinaus erreichte die Vinylschallplatte ebenfalls die Spitzenposition in den deutschen Vinylcharts. In Österreich erreichte es Platz sieben und in den Schweizer Charts Platz zwei.
| ChartsChartplatzierungen | Höchstplatzierung | Wochen |
| ------------------------ | ----------------- | ------ |
| Deutschland (GfK)        | 1 (71 Wo.)        | 71     |
| Österreich (Ö3)          | 7 (12 Wo.)        | 12     |
| Schweiz (IFPI)           | 2 (18 Wo.)        | 18     |

| ChartsJahrescharts (2016) | Platzierung |
| ------------------------- | ----------- |
| Deutschland (GfK)         | 1           |
| Schweiz (IFPI)            | 43          |

| ChartsJahrescharts (2017) | Platzierung |
| ------------------------- | ----------- |
| Deutschland (GfK)         | 56          |

### Auszeichnungen für Musikverkäufe
| Land/Region        | Auszeichnungen für Musikverkäufe (Land/Region, Auszeichnung, Verkäufe) | Verkäufe |
| ------------------ | ---------------------------------------------------------------------- | -------- |
| Deutschland (BVMI) | 5× Gold                                                                | 500.000  |
| Insgesamt          | 1× Gold · 2× Platin ·                                                  | 500.000  |